# Nuoto ai XVIII Giochi del Mediterraneo - 200 metri misti maschili
La gara dei 200 metri misti maschili dei XVIII Giochi del Mediterraneo si è svolta il 23 giugno 2018. Al mattino si sono svolte le batterie, mentre la finale si è disputata nel pomeriggio.

## Podio
| Pos. | Atleta                    | Nazione    |
| ---- | ------------------------- | ---------- |
|      | Andreas Vazaios           | Grecia     |
|      | Hugo González de Oliveira | Spagna     |
|      | Alexis Santos             | Portogallo |

## Record
Prima della manifestazione il record del mondo (RM) e il record dei Giochi del Mediterraneo (RG) erano i seguenti.
|  | 1'54"00 | Ryan Lochte      | 28 luglio 2011 Shanghai |
|  | 1'58"38 | Oussama Mellouli | 27 giugno 2009 Pescara  |

Durante la competizione non sono stati migliorati record.

## Risultati

### Batterie
| Pos. | Batteria | Corsia | Atleta                    | Nazionalità | Tempo   | Note |
| ---- | -------- | ------ | ------------------------- | ----------- | ------- | ---- |
| 1    | 3        | 4      | Andreas Vazaios           | Grecia      | 2'00"84 | Q    |
| 2    | 2        | 4      | Hugo González de Oliveira | Spagna      | 2'02"26 | Q    |
| 3    | 3        | 5      | Federico Turrini          | Italia      | 2'02"27 | Q    |
| 4    | 3        | 3      | Albert Puig               | Spagna      | 2'02"56 | Q    |
| 5    | 1        | 4      | Alexis Santos             | Portogallo  | 2'02"92 | Q    |
| 6    | 1        | 5      | Georgios Spanoudakis      | Grecia      | 2'03"08 | Q    |
| 7    | 2        | 5      | Gabriel José Lopes        | Portogallo  | 2'03"10 | Q    |
| 8    | 2        | 3      | Pier Andrea Matteazzi     | Italia      | 2'03"65 | Q    |
| 9    | 1        | 6      | Samet Alkan               | Turchia     | 2'04"42 |      |
| 10   | 1        | 3      | Guillaume Laure           | Francia     | 2'04"55 |      |
| 11   | 2        | 6      | Alpkan Örnek              | Turchia     | 2'04"89 |      |
| 12   | 3        | 6      | Samy Helmbacher           | Francia     | 2'05"00 |      |
| 13   | 2        | 2      | Anže Ferš Eržen           | Slovenia    | 2'06"30 |      |
| 13   | 3        | 2      | Thomas Tsiopanis          | Cipro       | 2'06"30 |      |
| 15   | 1        | 2      | Ramzi Chouchar            | Algeria     | 2'07"22 |      |
| 16   | 2        | 7      | Said Saber                | Marocco     | 2'11"70 |      |
| 17   | 3        | 7      | Omar Eltonbary            | Egitto      | 2'12"54 |      |

### Finale
| Pos. | Corsia | Atleta                    | Nazionalità | Tempo   | Note |
| ---- | ------ | ------------------------- | ----------- | ------- | ---- |
|      | 4      | Andreas Vazaios           | Grecia      | 1'59"40 |      |
|      | 5      | Hugo González de Oliveira | Spagna      | 2'00"53 |      |
|      | 2      | Alexis Santos             | Portogallo  | 2'00"83 |      |
| 4    | 3      | Federico Turrini          | Italia      | 2'01"14 |      |
| 5    | 7      | Georgios Spanoudakis      | Grecia      | 2'01"85 |      |
| 6    | 1      | Gabriel José Lopes        | Portogallo  | 2'02"46 |      |
| 7    | 8      | Pier Andrea Matteazzi     | Italia      | 2'03"30 |      |
| 8    | 6      | Albert Puig               | Spagna      | 2'03"89 |      |